# Susana Osorno Belmont
Susana Osorno Belmont (Estado de México), es una política mexicana. Milita en el partido Partido Revolucionario Institucional y actualmente es diputada federal por el Distrito 33, Chalco de Díaz Covarrubias de la cual es originaria.

## Biografía

### Vida académica
Se especializó en Diseño de Imagen Pública y actualmente es pasante de la Licenciatura en Arquitectura y Diseño.

## Carrera política
En 2009 comenzó su carrera como Coordinadora de activismo político del PRI, siguiendo como analista de información política. Para 2011 se convierte en Directora de Inversión Turística en la Secretaría de Turismo del Estado de México. En 2012 se postula como Candidata a diputada local por el Partido Verde Ecologista de México y durante los periodos 2012-2015 fue dirigente estatal de mujeres jóvenes del PRI.